# Szőlőskertek királynője muskotály
A  Szőlőskertek királynője muskotály  magyar nemesítésű, világszerte ismert, főként étkezési csemegeszőlő-fajta. 
Hasonnevei: Carica Na Lozjata, Koroleva Vinnits, Kraljica Vinograda, Kralovna Vinic, Mathiász 26, Mathiász 140, Muscat Queen of Vineyards, Muscat Reine des Vignes, Queen of the Vineyard, Ranni Carabournou, Rasaki Oungarias, Razaki de Ungeria, Razaki Oyggarias, Regina dei Vigneti, Regina Podgor Ulor, Reina de las Vinas, Reine des Vignes, Tarita Na Loziata.

## Eredete és elterjedtsége
Mathiász János állította elő az Erzsébet királyné emléke és a Csabagyöngye fajták keresztezésével 1916-ban. Állami minősítésére 1956-ban került sor. Magyarország határain kívül is ismert és kedvelt fajta. Jelentősebb ültetvényei Olaszországban – 4.500 hektár, Horvátországban – 1.600 hektár, Romániában – 950 hektár, Magyarországon – 500 hektár és Izraelben – 500 hektár találhatóak. Ismert még Ausztria, Moldávia, Csehország, Ukrajna, Görögország, Ausztrália és Amerika szőlő- és bortermelő vidékein. Teljes termőterületeit világviszonylatban 9.000 hektárra becsülik.

## Jellemzői
Tőkéje erős fejlődésű, ám igényes fajta; csak jó talajon és termőhelyen hosszúcsapra metszve hoz bőséges termést. Hónaljhajtásain gyakran sok másodtermést nevel és azt be is érleli. Fürtje nagy, vállas, hosszú, laza, gúla alakú. Bogyói igen nagyok, megnyúltak, borostyánsárgák, édes, bőlevű, enyhén muskotály ízűek. Augusztus közepén, végén érik, de túlérve jó muskotályos ízéből veszít, sőt zavaró, szappan ízűvé válik. Rothadásra hajlamos, kifejezetten fagyérzékeny. A fajta visszaszorulóban van. Hibái miatt a házkerti termesztésben is veszített korábbi népszerűségéből. 
Bora gyenge asztali bor.

## Külső hivatkozás
- Szőlőskertek királynője